# 庫里略
庫里略是哥倫比亞的城鎮，位於該國南部，由卡克塔省負責管轄，始建於1965年，面積459平方公里，海拔高度372米，2005年人口7,334，人口密度每平方公里15.98人。
1°02′N 75°55′W / 1.033°N 75.917°W